# Kirche Leitlitz

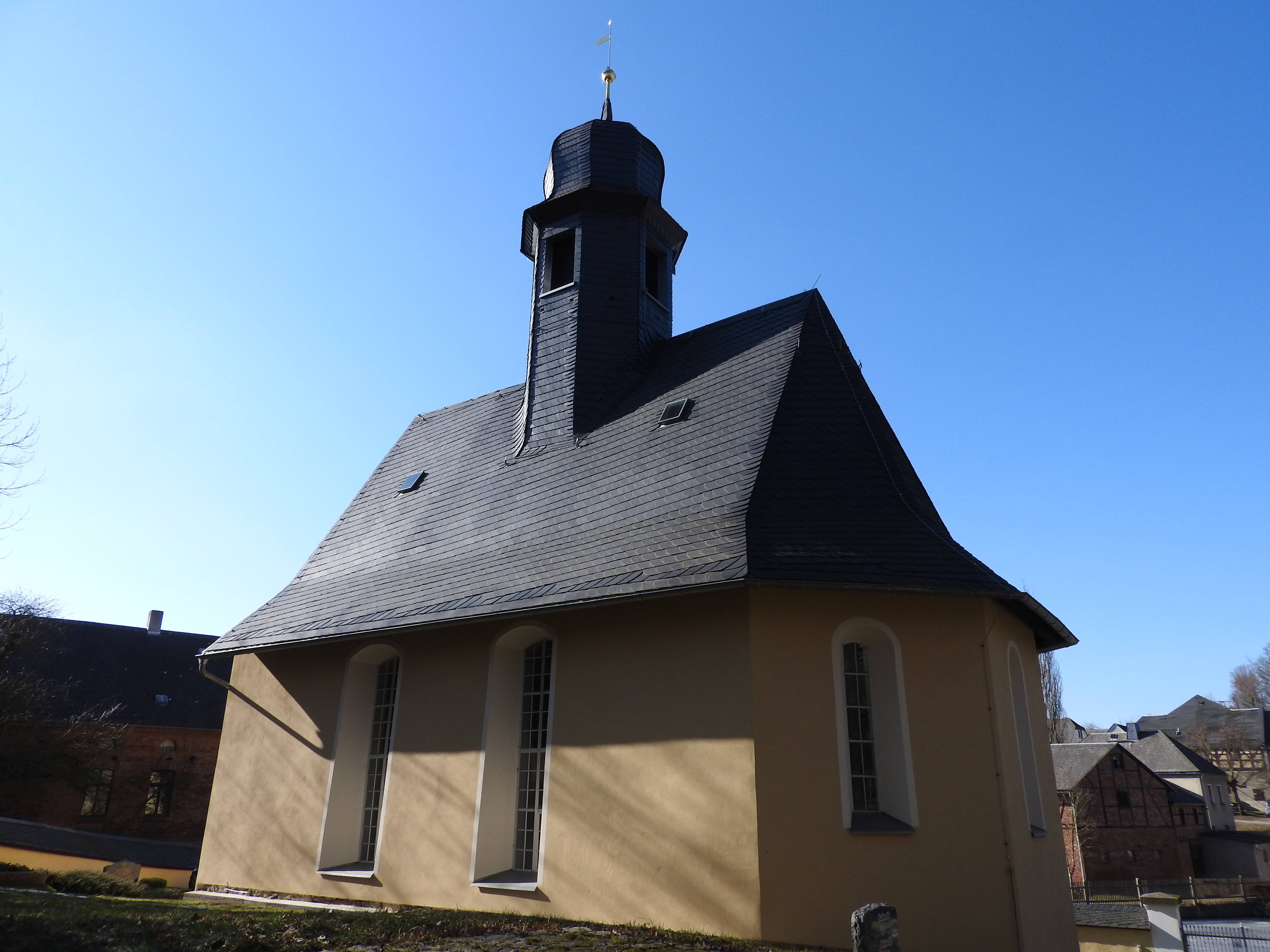
Kirche Leitlitz (2018)

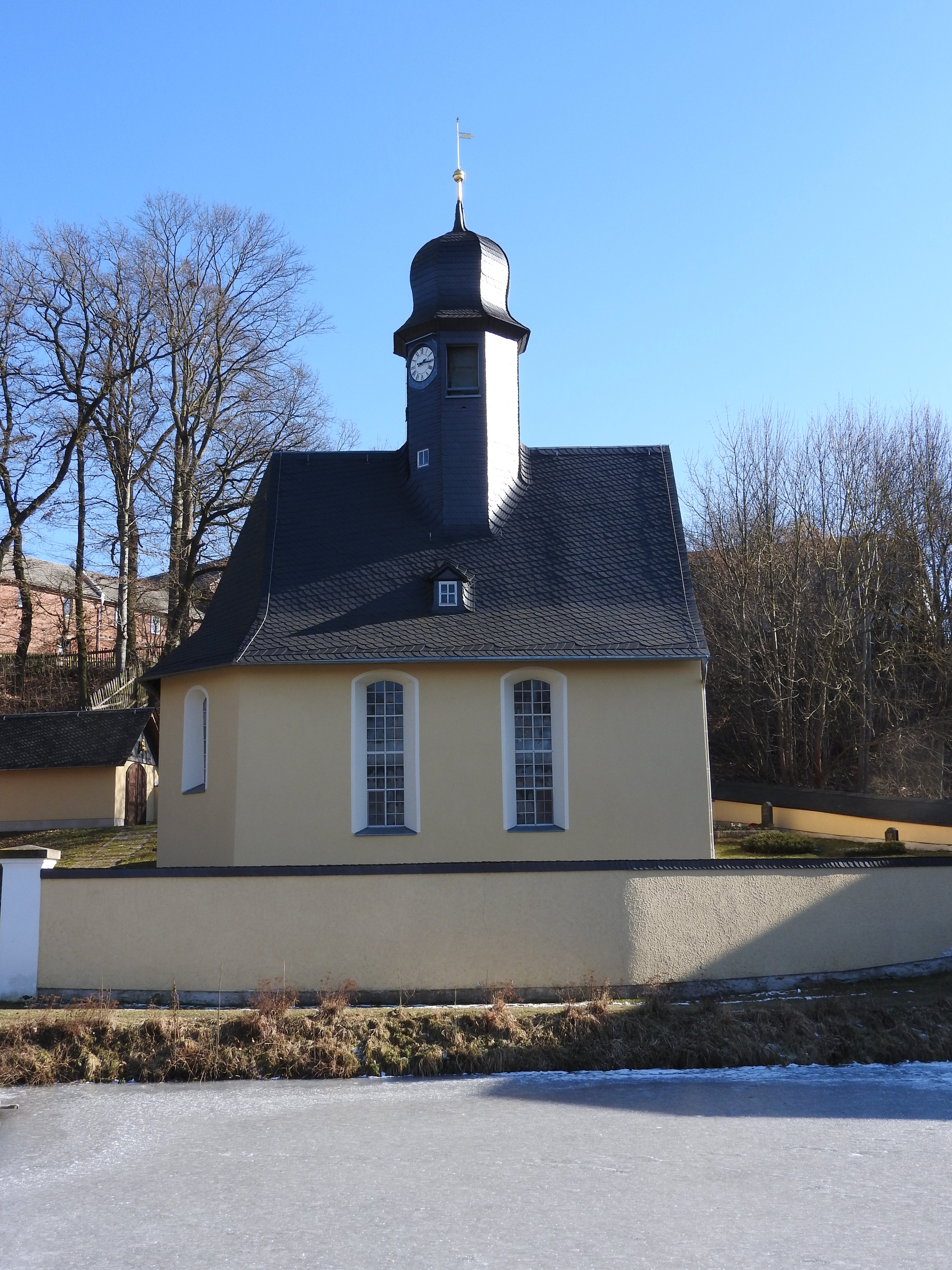
Seitenansicht

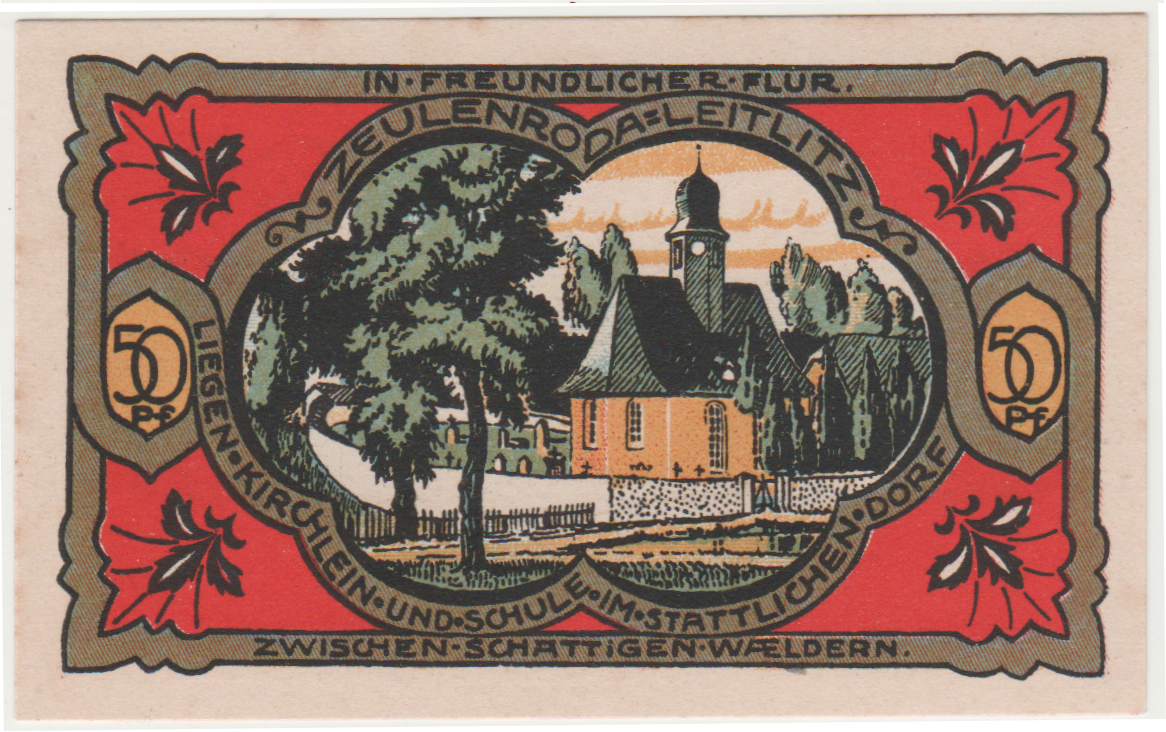
Die Kirche Leitlitz auf einem Notgeldschein aus Zeulenroda, aus dem Jahr 1921.

Die evangelisch-lutherische Kirche Leitlitz steht in Leitlitz, einem Ortsteil der Stadt Zeulenroda-Triebes im Landkreis Greiz von Thüringen. Die Kirchengemeinde Leitlitz gehört zur Pfarrei Langenwolschendorf im Kirchenkreis Greiz der Evangelischen Kirche in Mitteldeutschland. Das Kirchengebäude steht unter Denkmalschutz.

## Geschichte und Beschreibung
Eine Kirche ist erstmals 1407 erwähnt. Unter Verwendung von Bestandteilen des Vorgängerbaus wurde 1789 eine neue Kirche gebaut. 
Diese kleine Saalkirche hat einen dreiseitigen Abschluss im Nordosten. Aus der Mitte des schiefergedeckten Satteldaches des Kirchenschiffs erhebt sich ein achtseitiger Dachreiter, der eine Haube trägt, die von einer Turmkugel bekrönt ist. 
Der Innenraum ist mit Emporen versehen. Zur Kirchenausstattung gehört ein Kanzelaltar mit einfachem architektonischem Aufbau.

## Orgel
Die Orgel von 1788 mit 11 Registern, verteilt auf ein Manual und Pedal, wird dem Schulmeister des Ortes, Christian Friedrich Schütz, zugeschrieben. Technische Details verweisen jedoch auf die Werkstatt Trampeli.
Restauriert wurde sie ab 2014 vom Unternehmen Vogtländischer Orgelbau Thomas Wolf.
Disposition
- Manual (C, D–c³):
1. Principal 4' C, D Holz offen, original Ds – c³ Prospekt aus Zink/Zinn, kein originaler Bestand
2. Quintatön 8' C, D – H Holz gedeckt, original; c° - c³ Metall gedeckt, Originalregister
3. Gedackt (Bordun) 8' C, D – c³ Holz gedeckt, Originalregister
4. Gamba 8´ kein Originalregister
5. Quinte (Quinta 3') 3' C, D – H Holz offen; c° - c³ Zinn zylindrisch offen, Originalregister
6. Flöte (Flauto amabile) 4' C, D – c³ Holz offen, Originalregister
7. Octave (Octava 2') 2' C, D – c³ Zinn zylindrisch offen, Originalregister
8. Mixtur 3fach 1' C, D – c³ Zinn zylindrisch offen, Originalregister
9. Cornett 3fach c¹ – c³ Zinn zylindrisch offen, kein Originalregister
- Pedal (C, D–c¹):
10. Principal Baß 8' Holz offen, Originalregister
11. Sub Baß 16' Holz gedeckt, Originalregister
- Koppeln: Pedalkoppel I/P
- Nebenzüge: Tremulant, Calcantenruf